# Civilian Conservation Corps
Civilian Conservation Corps (CCC) var et amerikansk offentligt beskæftigelsesarbejdsprogram for arbejdsløse mænd med fokus på bevarelse af naturværdier, som fungerede fra 1933 til 1942. Som led i New Deal lovgivningen, der blev foreslået af præsident Franklin D. Roosevelt (FDR) var CCC først og fremmest udformet som nødhjælp mod den høje arbejdsløshed under Depressionen i 1930'erne og dernæst for at gennemføre en bred vifte af initiativer til at bevare naturværdier på nationale, statlige og kommunale arealer. Lovgivningen bag programmet blev forelagt den 73. Kongres den 21. marts 1933 og loven blev vedtaget den 31. marts 1933. CCC blev et af de mest populære New Deal programmer i offentligheden og fungerede i alle de daværende 48 amerikanske stater samt i de amerikanske territorier Hawaii, Alaska, Puerto Rico og Virgin Islands. Den separate Indian Division var en stor hjælp for de amerikanske indianere.
Korpsets medlemmer boede i lejre, bar uniform og var under halv-militær disciplin. Ved deres indtræden i korpset var 70 % af rekrutterne fejlernærede og dårligt klædt. Få havde mere end et års uddannelse på gymnasieniveau, få havde haft andet end småjobs. Disciplinen blev opretholdt med truslen om "afsked i vanære". Der er ingen rapporter om oprør eller strejker. "Dette er en træningspost, vi vil skabe moralsk og fysisk rustede folk, der kan slå 'den gamle depression'" pralede et nyhedsbrev fra en lejr i North Carolina.
De i alt 200.000 sorte, der var indrulleret, var fuldt ud raceadskilt efter 1935, men fik samme løn og indkvartering. Indenrigsminister Harold Ickes lagde pres på direktør Fechner for at få udpeget sorte til ledende stillinger som uddannelsesdirektører i de 143 raceadskilte lejre.
I starten var CCC begrænset til unge mænd i alderen 18 til 25 hvis fædre var på bistand. Gennemsnitsalderen ved indtræden var 18-19 år. Der var to undtagelser til aldersbegrænsningen: veteraner og indianere, som havde et særligt CCC program og egne lejre. I 1937 ændrede Kongressen aldersgrænserne til 17-28 og fjernede kravet om at de indrullerede skulle være på bistand.

## Indianske Division
CCC drev en helt adskilt division for medlemmer af føderalt anerkendte indianske stammer, Indian Emergency Conservation Work, IECW, eller CCC-ID. Det satte indianske mænd fra reservaterne til at bygge veje, broer, skoler, klinikker, herberger og andre offentlige værker ved reservaterne. CCC var ofte den eneste kilde til betalt arbejde i fjerne reservater. Indrullerede skulle være mellem 18 og 35 år. I 1933 var f.eks. omkring halvdelen af familiefædrene i Sioux reservaterne i South Dakota beskæftiget af CCC-ID. Takket være bevillinger fra Public Works Administration (PWA), byggede den indianske division skoler og drev et udstrakt vejbygningsprogram i og omkring mange reservater. IECW adskilte sig fra andre CCC aktiviteter ved at det direkte uddannede folk til at blive tømrere, lastbilchuffører, radiooperatører, mekanikere, landmålere og teknikere. I alt 85.000 indianere blev rekrutteret. Det viste sig at få stor betydning for de 24.000 indianere, som gjorde tjeneste i militæret og de 40.000 som forlod reservaterne og fik jobs i byerne.

## Opløsning
Selv om CCC formentlig var det mest populære New Deal program, blev det aldrig til et permanent agentur. I en Gallup undersøgelse fra 18. april 1936, spurgtes der: "Er De tilhænger af CCC lejre?"; 82 % af svarerne sagde ja, heraf 92 % af Demokraterne og 67 % af Republikanerne.
Den sidste forlængelse blev vedtaget af Kongressen i 1939. CCC programmet fortsatte med at blive indskrænket i takt med at Depressionen tog af og jobmulighederne forbedredes. Der var også færre mulige kandidater efter at værnepligten blev indført i 1940. Fra maj 1940, da krigen hærgede i Europa, begyndte programmet et skifte i retning af nationalt forsvar og beskyttelse af skovarealer. Efter angrebet på Pearl Harbor i december 1941 blev alle føderale programmer fokuseret på krigsindsatsen. De fleste CCC arbejder, bortset fra brandbekæmpelse i uopdyrkede områder, blev ændret til bygning af baser til hæren. CCC blev opløst et år tidligere end planlagt, da Kongressen fjernede bevillingerne, og arbejderne blev formelt afsluttet ved slutningen af finansåret den 30. juni 1942. Afslutningen af CCC programmet og nedlæggelse af lejrene involverede tiltag for at efterlade de ufærdige projekter i den bedst mulige skikkelse, afskedigelse af 1.800 ansatte, overdragelse af CCC ejendom til hæren og flåden eller andre regeringsagenturer samt udarbejdelse af afsluttende regnskaber. Likvideringen af CCC blev berordret af Kongressen den 2. juli 1942, og så godt som gennemført den 30. juni 1943.
Bevillinger til nedlæggelse af CCC fortsatte indtil 20. april 1948.
Nogle tidligere CCC lejre i god stand blev reaktiveret fra 1941 til 1947 som Civilian Public Service lejre, hvor militærnægtere gennemførte "arbejde af national betydning" som alternativ til militærtjeneste. Andre lejre blev anvendt til internering af japanere og tyske krigsfanger. Efter at CCC var blevet opløst organiserede de føderale agenturer, der havde ansvar for administration af offentlige landområder, egne brandværn i de tørre årstider, i store træk efter model fra CCC og skabte de samme muligheder for at få udendørs arbejdserfaringer for unge mennesker.

## Korpsbevægelsen i dag
Det oprindelige CCC blev lukket i 1942, men det dannede model for statslige agenturer, som åbnede i 1970'erne. Vore dages korps er nationale, statslige og lokale programmer, som fortrinsvis beskæftiger unge og unge voksne i alderen 16-25 år i samfundstjeneste, oplæring og uddannelsesaktiviteter. Landets ca. 113 korps programmer fungerer i 41 stater og District of Columbia. I 2004 omfattede de over 23.000 unge mennesker. De var oprindelig kendt som National Association of Service and Conservation Corps (NASCC) og arbejder på at udvide korpsbevægelsen i hele USA. Korps netværket tog form i 1985, da landets første 24 korpsdirektører sameledes for at få en fælles repræsenation på nationalt niveau og en central informationsformidling om hvordan man etablerer og driver "best practice"-baserede korps. Tidlig støtte fra Ford, Hewlett og Mott Foundations var af afgørende betydning for skabelsen af sammenslutningen.

## Yderligere læsning
- American Youth Commission. Youth and the Future: The General Report of the American Youth Commission  American Council on Education, 1942
- Colen, Olen Jr. The African-American Experience in the Civilian Conservation Corps (1999)
- Gower, Calvin W. "The CCC Indian Division: Aid for Depressed Americans, 1933-1942," Minnesota History 43 (Spring 1972) 7-12
- Douglas Helms, "The Civilian Conservation Corps: Demonstrating the Value of Soil Conservation" in Journal of Soil and Water Conservation 40 (March-April 1985): 184-188. Arkiveret 28. marts 2009 hos  Wayback Machine
- Hendrickson Jr.; Kenneth E. "Replenishing the Soil and the Soul of Texas: The Civilian Conservation Corps in the Lone Star State as an Example of State-Federal Work Relief during the Great Depression" The Historian, Vol. 65, 2003
- Kenneth Holland and Frank Ernest Hill. Youth in the CCC (1938) detailed description of all major activities
- Leighninger, Robert D., Jr. "Long-Range Public Investment : The Forgotten Legacy of the New Deal" (2007), providing a context for American public works programs, and detailing major agencies of the New Deal: CCC, PWA, CWA, WPA, and TVA.
- Otis, Alison T., William D. Honey, Thomas C. Hogg, and Kimberly K. Lakin The Forest Service and The Civilian Conservation Corps: 1933-42 United States Forest Service FS-395, August 1986
- Paige, John C. The Civilian Conservation Corps and the National Park Service, 1933-1942: An Administrative History Arkiveret 20. marts 2011 hos  Wayback Machine National Park Service, 1985
- Parman, Donald L. The Navajos and the New Deal (1969)
- Parman, Donald L. "The Indian and the CCC," Pacific Historical Review 40 (February 1971): pp 54+
- Salmond John A. The Civilian Conservation Corps 1933-1942: a New Deal case study. (1967), the only scholarly history of the entire CCC
- Salmond, John A. "The Civilian Conservation Corps and the Negro," The Journal of American History, Vol. 52, No. 1. (Jun., 1965), pp. 75-88. in JSTOR
- Sherraden, Michael W. "Military Participation in a Youth Employment Program: The Civilian Conservation Corps," Armed Forces & Society, vol. 7, no. 2, pp. 227-245, April 1981 pp 227-245; ISSN 0095-327X available online from SAGE Publications
- Steely, James W. "Parks for Texas : Enduring Landscapes of the New Deal" (1999), detailing the interaction of local, state and federal agencies in organizing and guiding CCC work.
- Wilson, James; "Community, Civility, and Citizenship: Theatre and Indoctrination in the Civilian Conservation Corps of the 1930s" Theatre History Studies, Vol. 23, 2003 pp 77-92
- Hill, Edwin G. In the Shadow of the Mountain: The Spirit of the CCC. Pullman, Washington: Washington State University Press, 1990. ISBN 978-0-87422-073-5
- Kiran Klaus Patel. Soldiers of Labor. Labor Service in Nazi Germany and New Deal America, 1933-1945, Cambridge University Press, New York 2005, ISBN 0-521-83416-3.

## Eksterne kilder
- Civilian Conservation Corps (CCC) Legacy A merged non-profit foundation of the former National Association of CCC Alumni (NACCCA) and the Camp Roosevelt CCC Legacy Foundation
- National Archives & Records Administration: Records of the Civilian Conservation Corps (CCC)
- James F Justin Civilian Conservation Corps Museum, Online CCC Biographies Stories Photographs and Documents
- Rosentreter, Roger L. "Roosevelt's Tree Army: Michigan's Civilian Conservation Corps", with photographs
- Life in the Civilian Conservation CorpsPrimary Source Adventure, a lesson plan hosted by CCC in Texas
- The Corps Network (formerly known as NASCC)
- Living New Deal Project, California
- CCC Legacy in Massachusetts Arkiveret 11. august 2009 hos  Wayback Machine
- Top 10 New Deal Programs Arkiveret 30. januar 2009 hos  Wayback Machine
- WE CAN TAKE IT- grassroot call for action citizens group urging our policy makers to reactivate the CCC Arkiveret 12. marts 2009 hos  Wayback Machine
- Youtube Video: "The Great Depression, Displaced Mountaineers in Shenandoah National Park, and the Civilian Conservation Corps (C.C.C.)"
- Film, The March of Time: Youth Jobs Program (CCC) During Great Depression
- Film: President Visits Foresters (CCC), Roosevelt 1933/08/14
- NARA film: A Nation-Wide System of Parks 1939 Arkiveret 26. marts 2009 hos  Wayback Machine
- NARA film: Alabama Highlands 1937 Arkiveret 26. marts 2009 hos  Wayback Machine Alabama State Parks
- NARA film: Down Mobile Way 1935 Arkiveret 4. december 2008 hos  Wayback Machine Alabama State Parks
- NARA film: Cradle of the Father of Waters 1938 Arkiveret 12. december 2008 hos  Wayback Machine Minnesota State Parks, Lake Itasca State Park
- NARA: Great Smoky Mountains National Park 1936 Arkiveret 4. december 2008 hos  Wayback Machine
- NARA film: Outdoors in the Garden State 1937 Arkiveret 26. marts 2009 hos  Wayback Machine New Jersey State Parks